# شاي عربي
شاي عربي هو مجموعة متنوعة من أنواع الشاي الساخن الشائعة في جميع أنحاء العالم العربي، وعادة ما يتم تقديمها للضيوف وشركاء الأعمال في الاجتماعات والمناسبات الاجتماعية، وقد شربه العرب منذ عدّة قرون وفي مناسبات عدة ومختلفة.

## المجتمع العربي
يُعتبر الشاي مشروبًا مهمًا في العالم العربي، وعادةً ما يُقدَّمَ ساخِنًا مع الإفطار وبعد الغداء والعشاء. بالنسبة للعرب فالشاي يدلُّ على حسن الضيافة، ولذلك يُقدَّم للضيوف فهو من أهمِّ جوانب الضيافة وآداب العمل في الثقافة العربية. الأهم من ذلك أنّه لا ينبغي للضيفِ أن يرفض الشاي عند تقديمه، لأنّ هكذا تصرف قد يُعتبر فضاضة أو حتّى وقاحة لدى بعض المجتمعات.

## الأصناف
هناك العديد من أنواع الشاي العربي المختلفة، حيث تَختلفُ حسب النبتة التي يُعدُّ منها. هذه بعضٌ من أشهر أنواع الشاي في العالَم العربي:
- شاي المريمية: يتكوّن هذا الشاي كما يدلُّ على ذلك اسمه من نبتة المريميّة، ويُقدم عادةً بعد الوجبة الأساسيّة للمساعدة في الهضم والقضاء على الغازات أو حرقة المعدة. لهذا الشاي نكهة مميزة، وإذا خُمّر بدون شاي أسود فسيُصبح حينها شايٌ خالٍ من الكافيين. تعتبر أوراق المريمية المجففة المزروعة محليًا هي الأفضل لصنع شاي المريمية العربي.[3]
- شاي البابونج: يُصنع شاي البابونج عن طريق تخمير زهور البابونج المجففة وله العديد من الفوائد الصحية بما في ذلك الحد من التوتر والقلق وتسكين الألم وكذلك تحسين النوم وعلاج مشكلة الأرق في بعضِ الأحيان.
- شاي اليانسون: هذا الشاي معروفٌ منذ مئات السنين، حيث يُصنَع من مادة اليانسون والتي تُعرَف بعض الدول باسمِ الحبة الحلوة حيث تُضيف مذاقًا حلوًا للشاي الساخن.[4]
- شاي الزعتر: يُساعد هذا النوع من الشاي والذي يُصنع من عشبة الزعتر على تحسين الذاكرة وتنظيف المعدة فهو غنيٌّ بمضادات الأكسدة كما أنه مفيدٌ في المكافحة النسبيّة للشيخوخة.
- شاي الهال: ينتشرُ هذا النوع من الشاي في الكثيرِ من دول العالم العربي، وهو معروفٌ برائحته القوية. يُخلَط أحيانًا مع القهوة، ويقال إنه يساعد على الهضم ويزيد من تدفق اللعاب. يُشرب عادةً قبل الوجبات لتحضير إنزيمات الجهاز الهضمي. على الرغم من كونه أحد أغلى التوابل في العالم، إلا أنه لا يزال يتم حصاد الهيل يدويًا إلى حد كبير بالنسبة للعديد من العملاء والفلاحين العرب.[5]
- شاي النعناع: شاي النعناع والمعروفِ أكثر باسمِ أتاي هو شاي مغربي أخضر اللون يُحضَّر بأوراق النعناع مع بعضِ السكر، وهو مشروبٌ تقليدي ومعروف جدًا في المغرب وفي دول المغرب العربي مثلَ الجزائر وتونس وليبيا وموريتانيا. تم صنع الشاي في الأصل من قبل التجار الإنجليز وانتشر في جميع أنحاء إفريقيا وفرنسا والدول المجاورة الأخرى. يشتهر النعناع الطازج بنكهته وحيويته ، حيث يساعد في تحضير الأتاي على تنظيف الحنك بعد الوجبات.[6]
- شاي النعناع: لا يختلفُ هذا الشاي كثيرًا عن شاي النعناع المغربي، ويُستخدم عادة للتغلب على نزلات البرد والتهاب الحلق واحتقان الجيوب الأنفية وقرحة المعدة. يمكن أيضًا علاج الحساسية الموسمية عن طريق شرب أكواب من الشاي تحتوي على حمض الروزمارينيك وهو عامل مضاد للالتهابات يوجد في النعناع.
- الشاي الأحمر: من بين أكثر أنواع الشاي شيوعًا حيثُ يتواجد في عديد الدول والبلدات.[7]
- شاي الكركديه: يُشرب هذا النوعُ من الشاي ساخنًا في الشتاء وباردًا في الصيف. يحتوي شاي الكركديه على كمية كبيرة من فيتامين سي.
- شاي القرفة أو الشاي الكويتي: يتمُّ تحضيره بوضع الماء في غلاية مع أعواد القرفة والسكر. يحتوي شاي القرفة على العديد من الفوائد الصحية مثل مقاومة البكتيريا وعلاج السكري والحماية من أمراض القلب والوقاية من اضطرابات القولون، فضلًا عن احتوائه على العديد من المركبات المضادة للأكسدة.[8]
- شاي الليمون المجفف: هو نوعٌ من شاي الأعشاب المصنوع من الليمون المجفف التقليدي في العراق والكويت وعُمان والإمارات العربية المتحدة.

## التقديم
عادة ما يكون الشاي في العالم العربي مزيجًا داكنًا قويًا، على غرار ما يُسمى بشاي الإفطار الذي يُقدّم كذلك في أجزاء أخرى من العالم. غالبًا ما يُخمّر بالسكر ويُقدَّمُ في أكواب طويلة، ويمكن أيضًا صنعه بالنعناع أو الهيل أو بقليل من الحليب، وهناك بعض الاختلافات في صنعِ الشاي حسب الدول ففي اليمن مثلًا يُخمّر الشاي الأسود في الماء والحليب.

## معرض الصور

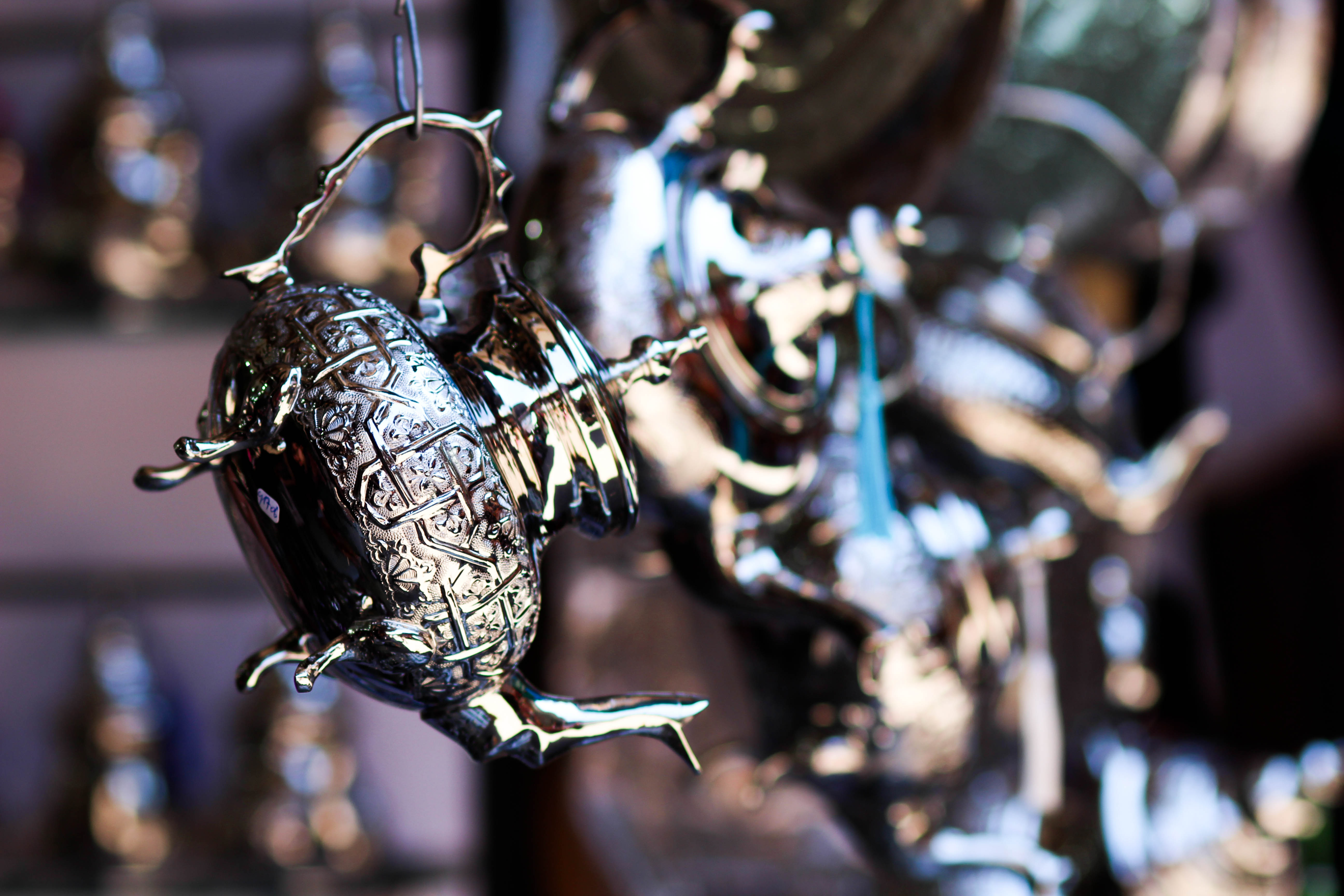
إبريق شاي من المغرب، وهو الإبريق الذي يُصبَ منه الشاي في الأكواب الزجاجيّة غالبًا.
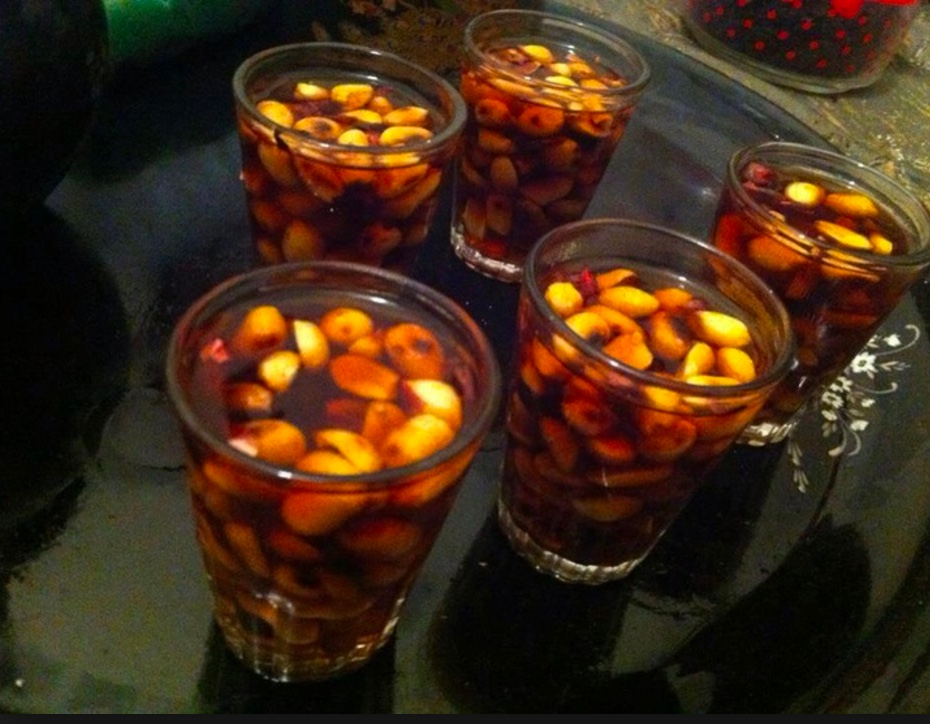
أكوابٌ مليئةٌ يالشاي في ليبيا مع بعضِ حبّات الفول السوداني
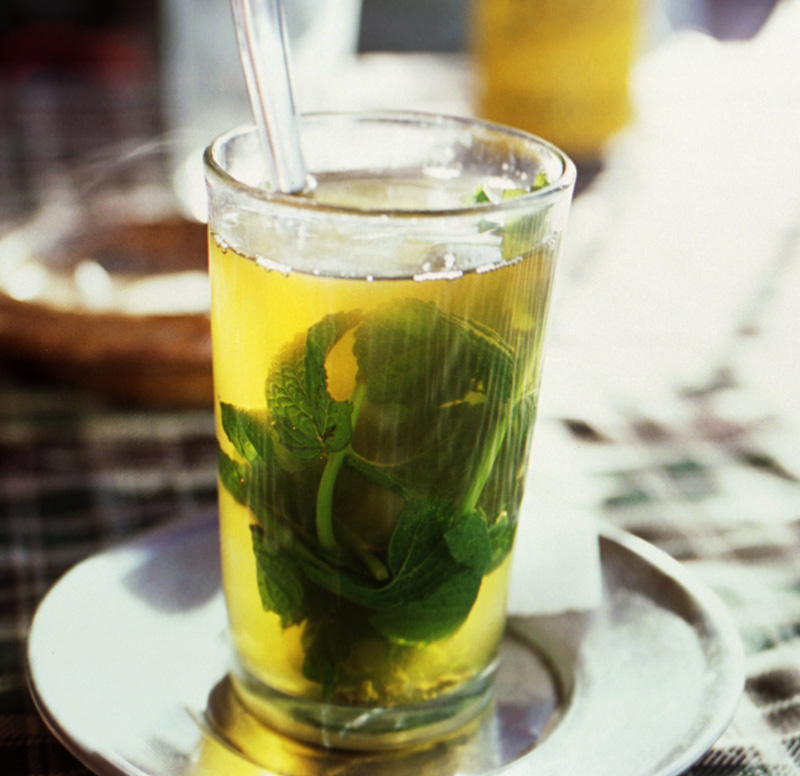
شاي مغربي مقدم مع نبتة النعناع في المغرب وهو أحد أشهر أنواع الشاي في البلد.
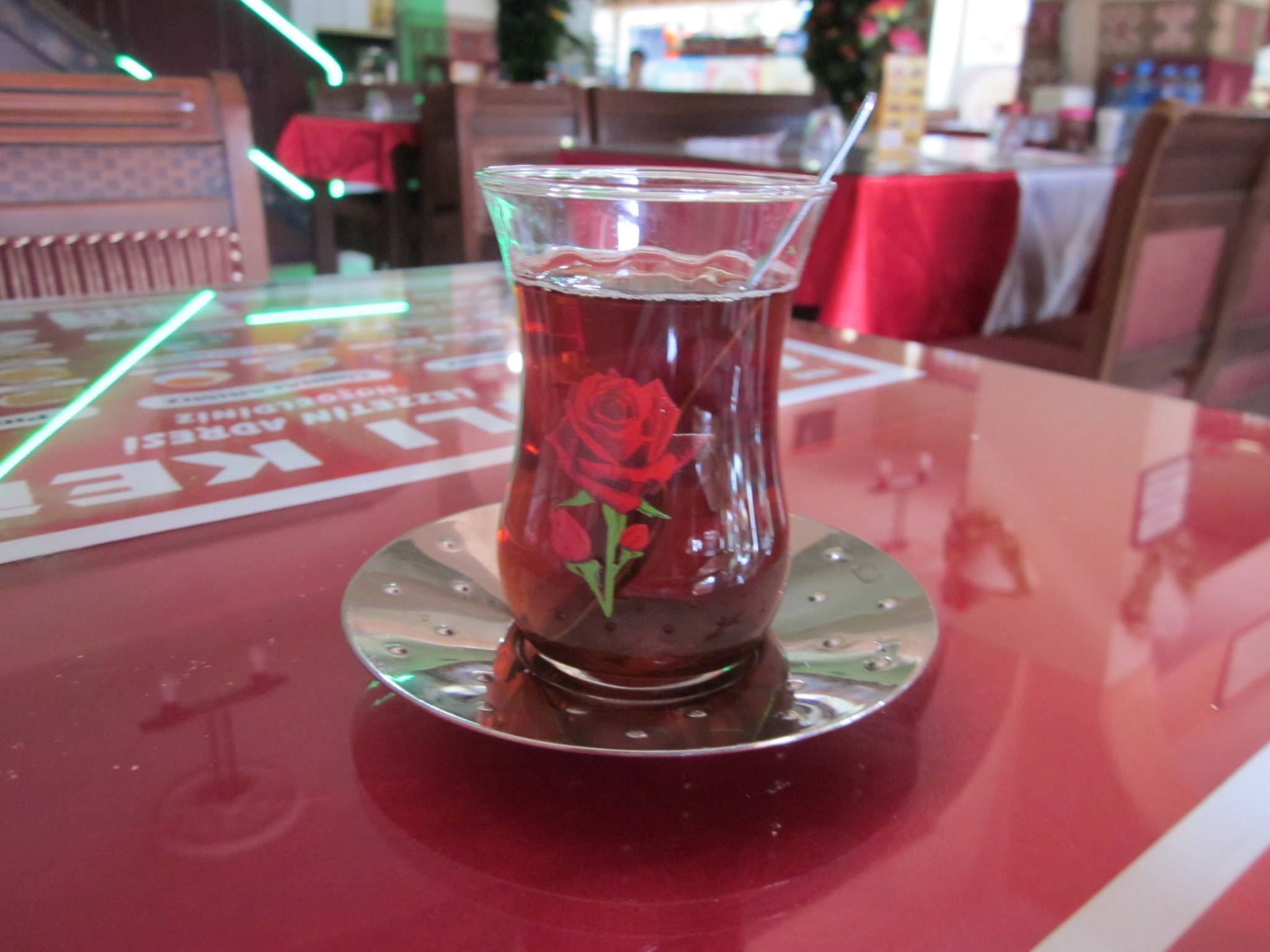
كوبٌ من الشاي الأسود الذي يُسمّى في بعضِ الأحيان بالشاي الأحمر في تونس

## أنظر أيضا
- ثقافة عربية
- مطبخ عربي
- قهوة عربية
- الشاي الليبي
- ثقافة الشاي
- شاي تركي